# Miramar Misiones
Club Sportivo Miramar Misiones – urugwajski klub piłkarski założony 25 czerwca 1980, z siedzibą w mieście Montevideo.

## Historia
Dnia 26 marca 1906 założony został klub Misiones Fútbol Club, a w 1915 klub Club Sportivo Miramar. Po połączeniu obu klubów w 25 czerwca 1980 powstał klub Miramar Misiones.

### Piłkarze w historii klubu
- Juan Carlos Calvo
- William Castro
- Atilio García

## Osiągnięcia
- Mistrz drugiej ligi urugwajskiej: 1986